# Dagný Brynjarsdóttir
Dagný Brynjarsdóttir, född den 10 augusti 1991 i Hella, är en isländsk fotbollsspelare.

## Biografi
Dagný Brynjarsdóttir inledde sin seniorkarriär i KFR/Ægir år 2006. Hon har även spelat för Selfoss och Valur innan hon  2015 flyttade till FC Bayern München. 2021 värvades hon av West Ham United. Hon har även representerat det isländska damlandslaget där hon debuterade 2010.